# Selección de fútbol de San Martín (Francia)
La selección de fútbol de Saint-Martin es el representativo nacional de la parte norte de la isla de San Martín, perteneciente a Francia. Es controlada por el Comité de Football des Îles du Nord, el cual es un miembro asociado a la Concacaf, pero no pertenece a la FIFA.

## Estadísticas

### Copa de Oro de la Concacaf
| Copa de Oro de la Concacaf | Copa de Oro de la Concacaf | Copa de Oro de la Concacaf | Copa de Oro de la Concacaf | Copa de Oro de la Concacaf | Copa de Oro de la Concacaf | Copa de Oro de la Concacaf | Copa de Oro de la Concacaf |
| Año                        | Ronda                      | J                          | G                          | E                          | P                          | GF                         | GC                         |
| -------------------------- | -------------------------- | -------------------------- | -------------------------- | -------------------------- | -------------------------- | -------------------------- | -------------------------- |
| 1963 - 1985                | No existía la selección    | No existía la selección    | No existía la selección    | No existía la selección    | No existía la selección    | No existía la selección    | No existía la selección    |
| 1989 - 2000                | No participó               | No participó               | No participó               | No participó               | No participó               | No participó               | No participó               |
| 2002                       | No clasificó               | No clasificó               | No clasificó               | No clasificó               | No clasificó               | No clasificó               | No clasificó               |
| 2003                       | No clasificó               | No clasificó               | No clasificó               | No clasificó               | No clasificó               | No clasificó               | No clasificó               |
| 2005                       | No clasificó               | No clasificó               | No clasificó               | No clasificó               | No clasificó               | No clasificó               | No clasificó               |
| 2007                       | No clasificó               | No clasificó               | No clasificó               | No clasificó               | No clasificó               | No clasificó               | No clasificó               |
| 2009                       | No clasificó               | No clasificó               | No clasificó               | No clasificó               | No clasificó               | No clasificó               | No clasificó               |
| 2011                       | No clasificó               | No clasificó               | No clasificó               | No clasificó               | No clasificó               | No clasificó               | No clasificó               |
| 2013                       | No clasificó               | No clasificó               | No clasificó               | No clasificó               | No clasificó               | No clasificó               | No clasificó               |
| 2015                       | No clasificó               | No clasificó               | No clasificó               | No clasificó               | No clasificó               | No clasificó               | No clasificó               |
| 2017                       | No clasificó               | No clasificó               | No clasificó               | No clasificó               | No clasificó               | No clasificó               | No clasificó               |
| 2019                       | No clasificó               | No clasificó               | No clasificó               | No clasificó               | No clasificó               | No clasificó               | No clasificó               |
| 2021                       | No clasificó               | No clasificó               | No clasificó               | No clasificó               | No clasificó               | No clasificó               | No clasificó               |
| 2023                       | No clasificó               | No clasificó               | No clasificó               | No clasificó               | No clasificó               | No clasificó               | No clasificó               |
| 2025                       | No clasificó               | No clasificó               | No clasificó               | No clasificó               | No clasificó               | No clasificó               | No clasificó               |
| Total                      | 0/28                       | -                          | -                          | -                          | -                          | -                          | -                          |

### Liga de Naciones de la Concacaf
| Liga de Naciones de la Concacaf | Liga de Naciones de la Concacaf | Liga de Naciones de la Concacaf | Liga de Naciones de la Concacaf | Liga de Naciones de la Concacaf | Liga de Naciones de la Concacaf | Liga de Naciones de la Concacaf | Liga de Naciones de la Concacaf | Liga de Naciones de la Concacaf | Liga de Naciones de la Concacaf |
| Año                             | L                               | G                               | Ronda                           | J                               | G                               | E                               | P                               | GF                              | GC                              |
| ------------------------------- | ------------------------------- | ------------------------------- | ------------------------------- | ------------------------------- | ------------------------------- | ------------------------------- | ------------------------------- | ------------------------------- | ------------------------------- |
| 2019-20                         | C                               | A                               | Tercer lugar                    | 6                               | 3                               | 0                               | 3                               | 7                               | 8                               |
| 2022-23                         | C                               | B                               | Tercer lugar                    | 4                               | 0                               | 2                               | 2                               | 2                               | 7                               |
| 2023-24                         | C                               | A                               | Primer lugar                    | 4                               | 4                               | 0                               | 0                               | 20                              | 1                               |
| 2024-25                         | B                               | B                               | Cuarto lugar                    | 6                               | 2                               | 0                               | 4                               | 8                               | 13                              |
| Total                           | Total                           | Total                           | 4/4                             | 20                              | 9                               | 2                               | 9                               | 37                              | 29                              |

## Torneos regionales de la CFU

### Copa del Caribe
| Copa del Caribe | Copa del Caribe | Copa del Caribe | Copa del Caribe | Copa del Caribe | Copa del Caribe | Copa del Caribe | Copa del Caribe |
| Año             | Ronda           | J               | G               | E               | P               | GF              | GC              |
| --------------- | --------------- | --------------- | --------------- | --------------- | --------------- | --------------- | --------------- |
| 1989            | No participó    | No participó    | No participó    | No participó    | No participó    | No participó    | No participó    |
| 1990            | No clasificó    | No clasificó    | No clasificó    | No clasificó    | No clasificó    | No clasificó    | No clasificó    |
| 1991 - 1999     | No participó    | No participó    | No participó    | No participó    | No participó    | No participó    | No participó    |
| 2001 - 2012     | No clasificó    | No clasificó    | No clasificó    | No clasificó    | No clasificó    | No clasificó    | No clasificó    |
| 2014            | No participó    | No participó    | No participó    | No participó    | No participó    | No participó    | No participó    |
| 2017            | Se retiró       | Se retiró       | Se retiró       | Se retiró       | Se retiró       | Se retiró       | Se retiró       |
| Total           | 0/19            | -               | -               | -               | -               | -               | -               |

## Últimos partidos y próximos encuentros
Actualizado al último partido jugado el 25 de mayo de 2025
| Fecha      | Ciudad             | Local        | Resultado | Visitante            | Competición                  |
| ---------- | ------------------ | ------------ | --------- | -------------------- | ---------------------------- |
| 17-08-2024 | The Valley         | Anguila      | 0:0       | Saint-Martin         | Partido amistoso             |
| 06-09-2024 | Saint George       | Granada      | 2:0       | Saint-Martin         | Liga Naciones Concacaf 24/25 |
| 09-09-2024 | Saint George       | Saint-Martin | 0:4       | Curazao              | Liga Naciones Concacaf 24/25 |
| 11-10-2024 | Gros Islet         | Saint-Martin | 1:2       | Santa Lucía          | Liga Naciones Concacaf 24/25 |
| 14-10-2024 | Gros Islet         | Santa Lucía  | 0:4       | Saint-Martin         | Liga Naciones Concacaf 24/25 |
| 15-11-2024 | Willemstad         | Curazao      | 5:0       | Saint-Martin         | Liga Naciones Concacaf 24/25 |
| 18-11-2024 | Willemstad         | Saint-Martin | 3:0       | Granada              | Liga Naciones Concacaf 24/25 |
| 23-05-2025 | Quartier-d'Orleans | Saint-Martin | 2:1       | Anguila              | Partido amistoso             |
| 25-05-2025 | Quartier-d'Orleans | Saint-Martin | 4:1       | San Cristóbal y Nvs. | Partido amistoso             |

## Récord histórico
Actualizado al 25 de mayo de 2025.
| Rival                                | J  | G  | E | P  | GF | GC  | DIF |
| ------------------------------------ | -- | -- | - | -- | -- | --- | --- |
| Anguila                              | 10 | 7  | 2 | 1  | 27 | 8   | +19 |
| Antigua y Barbuda                    | 2  | 0  | 0 | 2  | 3  | 5   | -2  |
| Aruba                                | 2  | 0  | 1 | 1  | 0  | 3   | -3  |
| Bahamas                              | 1  | 1  | 0 | 0  | 2  | 0   | +2  |
| Bermudas                             | 2  | 0  | 0 | 2  | 1  | 9   | -8  |
| Bonaire                              | 2  | 2  | 0 | 0  | 6  | 1   | +5  |
| Islas Caimán                         | 2  | 0  | 1 | 1  | 2  | 4   | -2  |
| Cuba                                 | 1  | 0  | 0 | 1  | 0  | 1   | -1  |
| Curazao                              | 2  | 0  | 0 | 2  | 0  | 9   | -9  |
| Dominica                             | 2  | 1  | 1 | 0  | 3  | 2   | +1  |
| Granada                              | 4  | 1  | 0 | 3  | 7  | 17  | -10 |
| Guadalupe                            | 2  | 0  | 0 | 2  | 0  | 4   | -4  |
| Guyana                               | 1  | 0  | 0 | 1  | 0  | 2   | -2  |
| Haití                                | 1  | 0  | 0 | 1  | 0  | 2   | -2  |
| Islas Vírgenes de los Estados Unidos | 1  | 0  | 1 | 0  | 0  | 0   | 0   |
| Islas Vírgenes Británicas            | 1  | 0  | 0 | 1  | 0  | 1   | -1  |
| Jamaica                              | 2  | 0  | 0 | 2  | 0  | 13  | -13 |
| Martinica                            | 1  | 0  | 0 | 1  | 0  | 1   | -1  |
| Montserrat                           | 1  | 1  | 0 | 0  | 3  | 1   | +2  |
| Islas Vírgenes Británicas            | 1  | 1  | 0 | 0  | 1  | 0   | +1  |
| Puerto Rico                          | 1  | 0  | 0 | 1  | 0  | 2   | -2  |
| San Bartolomé                        | 2  | 2  | 0 | 0  | 6  | 2   | +4  |
| San Cristóbal y Nieves               | 6  | 1  | 1 | 4  | 9  | 17  | -8  |
| San Eustaquio                        | 1  | 0  | 1 | 0  | 3  | 3   | 0   |
| Santa Lucía                          | 2  | 1  | 0 | 1  | 5  | 2   | +3  |
| Trinidad y Tobago                    | 1  | 0  | 0 | 1  | 0  | 2   | -2  |
| Total                                | 54 | 18 | 8 | 28 | 78 | 111 | −33 |

## Entrenadores
- Owen Nickie (2004)
- Gérard Andy (2006–2008)
- Jean-Louis Richards & David Baltase (2010)
- Dominique Rénia (2012)
- Jeffrey Wesley (2015-2018)
- David Baltase (2018-2019)
- Stéphane Auvray (2019-)[1]

## Jugadores

### Última convocatoria
| No. | Pos. | Jugador                | Fecha de nacimiento (edad)         | Apa. | Goles | Club                         |
| --- | ---- | ---------------------- | ---------------------------------- | ---- | ----- | ---------------------------- |
| 1   | POR  | Jordan Etienne         | 7 de mayo de 1997 (28 años)        | 2    | 0     | Moulins Yzeure Foot          |
| 22  | POR  | Karl Momperousse       | 18 de febrero de 2000 (25 años)    | 0    | 0     | AS Phoenicks                 |
| 26  | POR  | Sebastien Raphose      | 29 de junio de 1980 (45 años)      | 5    | 0     | Entente SSG                  |
|     |      |                        |                                    |      |       |                              |
| 2   | DEF  | Jason Maccow           | 23 de agosto de 1999 (25 años)     | 15   | 0     | Junior Stars FC              |
| 3   | DEF  | Stephan Varsovie       | 28 de octubre de 1990 (34 años)    | 4    | 0     | AS Saint-Priest              |
| 4   | DEF  | Ismaël Petchy          | 24 de abril de 2001 (24 años)      | 2    | 0     | FC Villefranche Beaujolais B |
| 12  | DEF  | Noha Mauvais           | 21 de julio de 2004 (20 años)      | 6    | 0     | Junior Stars FC              |
| 13  | DEF  | Christopher Despeine   | 4 de abril de 2001 (24 años)       | 4    | 0     | Junior Stars FC              |
| 14  | DEF  | Malcolm Babel          | 19 de mayo de 1993 (32 años)       | 0    | 0     | Skellefteå FF                |
| 18  | DEF  | Belony Dumas           | 18 de julio de 1989 (35 años)      | 8    | 0     | Fréjus Saint-Raphaël         |
| 19  | DEF  | Sébastien Celina       | 4 de enero de 1985 (40 años)       | 6    | 0     | Solidarité-Scolaire          |
| 20  | DEF  | Laurent Amiens         | 17 de diciembre de 1993 (31 años)  | 3    | 0     | Stade Poitevin               |
|     |      |                        |                                    |      |       |                              |
| 5   | MED  | Jeremy Peterson Dutoya | 3 de abril de 1998 (27 años)       | 0    | 0     | Salsa Ballers                |
| 6   | MED  | Yoann Vardin           | 18 de marzo de 1998 (27 años)      | 4    | 0     | Entente SSG                  |
| 8   | MED  | Randy Gentes           | 27 de mayo de 2000 (25 años)       | 3    | 0     | ES Nanterre                  |
| 10  | MED  | Wilfried Dalmat        | 17 de julio de 1982 (42 años)      | 10   | 1     | Soliéres Sport               |
| 21  | MED  | Kevin Zonzon           | 6 de julio de 1989 (35 años)       | 7    | 0     | CO Vincennes                 |
| 23  | MED  | Pierre-Bertrand Arné   | 30 de septiembre de 2000 (24 años) | 4    | 1     | Blagnac FC                   |
| 25  | MED  | Yannick Chevalier      | 27 de mayo de 1987 (38 años)       | 6    | 2     | St-Jean-le-Blanc             |
|     |      |                        |                                    |      |       |                              |
| 7   | DEL  | Ylaire Joachim         | 9 de junio de 1997 (28 años)       | 4    | 1     | Marigot                      |
| 9   | DEL  | Kearney Chance         | 18 de mayo de 2001 (24 años)       | 3    | 0     | Junior Stars                 |
| 11  | DEL  | Yannick Bellechasse    | 26 de octubre de 1992 (32 años)    | 18   | 5     | Junior Stars                 |
| 15  | DEL  | Yvan Fantilus          | 13 de enero de 1984 (41 años)      | 4    | 0     | United Super Stars           |
| 16  | DEL  | Akim Arrondell         | 3 de noviembre de 1999 (25 años)   | 4    | 3     | Junior Stars                 |
| 17  | DEL  | Danilo Cocks           | 17 de agosto de 1995 (29 años)     | 8    | 3     | Young Strikers               |
| 24  | DEL  | Adrien Ribac           | 12 de septiembre de 1993 (31 años) | 6    | 0     | Attackers FC                 |

## Uniformes anteriores
| 2008 Home | 2010 Home | 2017 Home | 2017 Away | 2019 Home | 2019 Away | 2022 Home | 2022 Away |

Fuentes: